# イリスのアトリエ エターナルマナ
『イリスのアトリエ エターナルマナ』は、2004年5月27日にガストより発売されたPlayStation 2用ソフト。

## 概要
本作は通常版のほか、キャラクターのフィギュアなどが同梱されている「プレミアムボックス」という初回限定版がある。また、翌2005年の8月4日には「ガストベストプライス」として廉価版が発売されている。
錬金術でアイテムを調合するのが特徴のRPG「アトリエシリーズ」の6作目（外伝的作品を除く）であり、A6の通し番号を振られている。A7にあたる『エターナルマナ2』は本作の続編であるがストーリーの繋がりはない。また、A8にあたる『グランファンタズム』までを含めて「イリスシリーズ」と呼ばれる。
最大の特徴はそれまでアイテム合成を軸にしたADVあるいはSLG主体の内容から、メインストーリーと戦闘が主体の完全なRPGへと変貌を遂げたこと。そのため、ストーリーは通常のRPGと同様にメインシナリオを進めていく形の一本道になり、調合のやり込み要素による自由度は薄くなっている。調合に関しては「マナ調合」と「ショップ調合」の二種類があり、マナ調合は“源素”を使用した戦闘システムに関連するマナアイテムの作成・使用、ショップ調合は今までのアトリエシリーズに近い素材アイテムの合成をメインとしたシステムとなっている。また、アトリエシリーズでは初めて主人公が男性になっている。
世界観については同じ時間軸にあるこれまでのアトリエシリーズとは完全に一線を画しており、関連性は極めて薄い（一部のキャラや地名などに関連をほのめかすところはある）。

## ストーリー
錬金術士の少年クレインは旅の途中、怪物に襲われていたところを見知らぬ少女に救われる。その後カボックの街に辿り着いたクレインは、山頂の古代遺跡に興味を覚える。それはかつて錬金術で栄えた天空都市アバンベリーだった。クレインは少女リイタの勧めでガルガゼットとなり、カボックを拠点としてアバンベリーを目指すことにする。やがて彼らはマナを巡る巨大な陰謀に巻き込まれていく。

## 世界観
本作品の舞台となるのは“レガルザイン”という名の世界である。四方を広大な海に囲まれた三つの大陸からなる世界だとされるが、全体像は明らかになっていない。ゲーム中では南エスビオール地方とその周辺部だけが描かれる（この地域は続編『エターナルマナ2』における東大陸の一部にあたる）。
天空都市アバンベリー
セラスト山の頂に位置する古代遺跡。数百年前までは多くの錬金術士が暮らしていた。財宝が眠っているという噂もあるが、「ヒンメルの門」と呼ばれる巨大な構造物によって山頂への道が閉ざされているため、辿り着いた者はいない。
カボック
セラスト山の麓に栄える自治都市。南エスビオール地方の中心都市であるが、もともとはアバンベリーの財宝を狙う人々が集まって生まれた。
ガルガゼット
カボックに拠点を構え、ゲヘルンをはじめとする魔物の退治を主な任務とする傭兵組織。戦争に駆り出されることはなく、いわゆる冒険者として扱われる。市民からの寄付金で運営され、その働きに応じて報酬が支払われるシステムとなっている。
ゲヘルン
球形をした正体不明の魔物。このゲヘルン自体は浮遊しているだけで駆除も容易で、通常戦闘にはならず源素還元や魔法で排除できる。一度駆除すれば基本的に二度と出現しないが、他の魔物を引き寄せる性質があるため危険視されている。ゲーム中では、このゲヘルンがいるマップでは敵の出現率が上昇するようになっている。
アルカヴァーナ騎士団
カボック唯一の教会、ガーリントン大聖堂を本拠地とする武装集団。本来の目的は聖堂およびカポックの守護であるが、魔物の増加になんの手だても打たず、アバンベリーに近づこうとする者を妨害するだけの無法集団と化している。彼らの評判が著しく悪いためにガルガゼットが頼りにされるようになった。
アコース
カボックの東方に位置する港町。近くには採石場がある。
デランネリ村
カボックの遥か北方、パラディオス地方の村。
幻獣の隠れ里
独自の文化と文明をもつ生物「幻獣」が暮らす集落。セラスト山の中腹に位置する。
赤水晶
賢者の赤水晶と呼ばれるアイテム。製作者の一人であるイリス曰く、周囲にマナを放出し続けるマナの永久放出装置としての力を持ち、生命維持にマナの力が不可欠なホムンクルスの命の源となっている。本作で最も重要な働きを担う。
アロママテリア
アトリエシリーズでは「賢者の石」錬成に欠かせない合成アイテムだが、本作では役割が異なり、一部のマナを別のマナに変化させる働きを持つ。マナ専用の装備品として扱われる。

## システム

### アイテム関連
本作品においては、アイテムは誰でも扱える通常アイテムと、錬金術士の主人公クレインのみが扱えるマナアイテムの2種類に大別される。なお、各アイテムは最大でも9個しか所持できず、他のシリーズは基本的に99個まで所持できるアトリエシリーズの中でも最少である。
マナ調合
精霊マナの力を借りて特殊なアイテムを生み出す調合（錬金術）で、「源素」を材料とする。アイテムごとに必要となるマナが決まっており、源素が足りていてもそれを扱えるマナと契約していなければ調合をすることはできない。またマナの交友度や体力によって成功率などが変化し、また調合や特殊能力の使用のたびにマナが体力を消費する。マナ調合によって生み出されたアイテムは「マナアイテム」として区別される。マナアイテム自体の性能は常に一定である。
源素還元
源素とはこの世界における元素のようなものである。マナと同じだけの種類が存在し、それぞれ「炎素」「木素」などと呼ばれる。マナ調合を行なうためには、フィールド上のオブジェクトや敵モンスター、所持アイテムを「源素還元」して源素を集める必要がある。
ショップ調合
各地にある店に材料を持ち込み、それぞれの店主にアイテムを作成させる調合。前シリーズまでの「調合」と同種のシステムであるが、本作の設定上では錬金術ではない。材料アイテムにはそれぞれ「品質」や「評価情報」が設定されており、完成アイテムに影響する。完成したアイテムはその店で売りに出されるようになる。材料を入れ替えての作り直しも可能で、その場合は最後に作成したバージョンで更新される（更新しないことも可能）。完成アイテムの品質や評価は店の来客数、評判などに大きく関わるが、アイテムの性能自体はほとんど変わらない。
カスタム装備
マナの力を借りて「マナ石」と呼ばれる石を加工すると、特殊な能力をもつ「マナ結晶」に変化する。そのマナ結晶をカスタム装備に埋め込むことで、結晶の力を武器･防具に付与することが可能となる。また結晶同士を合成することで、効果を高めたり複数の能力をもつ結晶を生み出すことができる。ただしマナ結晶が保有できる能力数には限りがあり、それを超えた分は優先順位が低いものから削除されていく。同系統の能力であれば、合成することで能力自体が強めあうこともある。また特定の組み合わせでまったく新しい能力が生まれることもある。

### 戦闘システム
本作品の戦闘システムは「コストターンバトル」という特殊なターン制である。基本的に「速度」の高い順に行動するが、行動それぞれに「ターン消費」と「行動のタイプ」が設定されており、その組み合わせによって各戦闘参加者の行動回数が大幅にずれるため、単純なターン制バトルとは異なる操作感となっている。
ターン消費には、0.5ターンを消費する「ハーフターン」、1ターンを消費する「ワンターン」、2ターンを消費する「ツーターン」の3種類がある。行動のタイプとはコマンド決定から実際に行動するまでの時間差であり、即座に行動する「シングル」、時間を置く「ダブル」、時間を置いて別のキャラクターに攻撃させる「アナザー」（敵のみ）の3種類が存在する。
またアクティブキャラは三人までだが仲間は最大で6人（通常プレイ中は最大5人だがエンディング後に6人となる）まで増える。戦闘可能であれば各キャラのターンで自由に入れ替えが可能であり、サブメンバーを含めた全員が戦闘不能となるとゲームオーバーとなる。

## 登場人物

### メインキャラクター
クレイン・キースリンク (Krein Kiesling)
声 - 柿原徹也
年齢：17歳、身長：164cm、体重：52kg、好きなもの：錬金術の知識、嫌いなもの：子供扱いされること、夢：錬金術を極める
本作の主人公。祖母・ダフネから才能を受け継いだ錬金術士で正義感の強い少年。木のマナで相棒のポポと共に旅をする。万物を構成する源素を扱い、マナの力を借りてさまざまなアイテムを調合することができる。複数のマナと契約して同時に力を引き出すことができるなど、高い素質を持つ。人付き合いが苦手だったが、リイタと行動を共にするうちに変わっていき、リイタを助けるために赤水晶の錬成を決意する。性格は穏和で心優しく女性からひどく好かれる反面、優柔不断で曖昧な態度をとってしまうことが多い。また、アクの強いリイタやデルサスに翻弄されることもしばしば。自分が大した存在だとは思っておらず、至高の錬成に挑戦しなければならないことに苦悩する。
ゲーム中では物理攻撃が不得手であるが、マナアイテムにより回復・攻撃・補助と幅広く活躍する。通常攻撃は魔法系なので、幽霊系統のモンスターには効果が出る。回復の軸となるキャラであるため、戦闘不能に陥ると打つ手がなくなり全滅することも。
源素還元
クレインの特殊通常攻撃。トドメを刺した敵を源素に変える。入手手段の少ない源素を得るためには欠かせない。
パワーアイテム
マナアイテムの効果を増幅させるスキル。回復・攻撃系のスキルと相性が良い。効果範囲を広げるワイドアイテム･パスアイテムとの使い分けが鍵となる。
リビングアイテム
イベントにてゼルダリアから伝授されるスキル。マナアイテムにかりそめの命を与えることで状況に応じて自動的に効果を発動させられる。

リイタ・ブランシモン (Ryta Blanchimont)
声 - 西村ちなみ
年齢：16歳、身長160cm、体重：49kg、好きなもの：にぎやかなこと・にくきぅ・あんパン、嫌いなもの：自分のスタイル、夢：平穏に生きること
本作のヒロイン。ガルガゼットとしてカボックの町で魔物退治を行っている少女。口先ではクレインを小馬鹿にしているが、密かに好意を抱いている。外見は人間ではあるが、実はイリスが作ったホムンクルスで「イリス・オリジナル」とも呼ばれている。無人となったアバンベリーで覚醒し、己の過酷な運命と孤独にうちひしがれて自殺を図るが果たせなかったという隠された過去を持つ。アトリエシリーズのヒロインとしては珍しく武器はかぎ爪でウルヴァリンさながらに敵を切り裂く。
イリスの作り出した赤水晶にて生体機能を維持していたが、ムルに奪われてしまう。これによりマナ不足で衰弱していた生体機能が著しく低下し、放っておけば衰弱死してしまう。衰弱すると普段は隠している羽根が露わとなる。
性格は明るく元気な反面、やきもち焼きで我が強い。自身のスタイルに不満を持っており、貧乳を気にしている。大食いで甘い物が大好物。
ゲーム中では、まずまずの攻撃力だが、高い速度、範囲の広い通常攻撃が特徴。しかし赤水晶を獲得しない限り終盤まで減り続けていくマナポイント（上限値）により、ハンデを強いられる。赤水晶があるうちは必ず先発メンバーに加え、ないうちは控えに回ると長丁場にも耐えられる。
とびげり
物理属性の攻撃スキル。単体攻撃の軸。かけ声は「フライングドロップキーック!!」。
蒼氣弾
魔法属性の攻撃スキル。両手に集めた気をぶつける。マナ消費が多いがスキルレベルを上げることでかなりの威力と範囲を誇る。本格的な使用は赤水晶を得てから。
ファストアタック
自動発動の先制攻撃スキル。まったく同じスキルをアーリンも所持しており、いわばホムンクルス専用スキル。通常の行動順より前に行動できる。これを利用して本来2ターンかかるメテオストライクを速攻でぶつけたり、入れ替わったキャラにも適用されるのを利用して、クレインやマレッタの強力な攻撃を引き出すのに役立てることができる。

デルサス (Delsus)
声 - 坂口候一
年齢：24歳、身長：180cm、体重：72cm、好きなもの：酒・女、嫌いなもの：口うるさく言われること、夢：財宝を見つけて一攫千金
カボックでガルガゼットをしている青年。トレードマークはサングラスと無精ヒゲ。実はデランネリ村の村長の息子で育ちは良いが、親と反目してデランネリ村を飛び出した。村で占い師をしている妹がいる。リイタとは以前からの知り合いだが、お互いの素性についてはあまり知らない。
陽気でお気楽極楽だが、困っている人を見ると放っておけない性格で、口は軽いがいざという時には頼りになるという一面も持っている。普段の態度は軽薄そのもので女性と見ると所構わず口説き始めるため、生真面目な性格のマレッタからは苦手がられていたが、共に行動しているうちにお互いに意識し始めるようになる。大の飲んべえで、酒や料理の好みは、自他共に認める辛党。酒類のアイテムを新たに作ると試飲するのが決まり。
ゲーム中では、体力が非常に高くパーティの盾役。攻撃範囲は縦に強い。速度は遅いが牽制射撃と反撃など戦闘中に「いる」だけでも役に立つスキルを所持している。
パワーショット
物理属性の攻撃スキル。ノックバック効果を持ちかなりの広範囲をカバーする。
牽制射撃
自動発動型スキル。敵のあらゆる行動に対して事前に射撃で妨害してダメージを与える。デルサスの真骨頂。
精霊弾
イベント習得の強力な魔法属性攻撃スキル。膨大なマナを消費するためせいぜい一発しか撃てないもののかなりの威力を誇る。

ノルン (Norn)
声 - 柳瀬なつみ
年齢：13歳、身長：120cm、体重：不明、好きなもの：食べ物全般、嫌いなもの：耳を触られること・さみしい場所、夢：ゼルダリアの役に立つ人になること
識者ゼルダリアと共に暮らす少女。元々は山猫でポットの森で親に死なれて衰弱していたところをゼルダリアに拾われ、娘同然に育てられた。ネコ耳と尻尾があり、語尾に「ニャ」をつけるが、人化の術によりノルン本人は自分を人間だと思い込んでいる。魔法の腕はゼルダリア仕込みだが未熟。師匠とお揃いの羽根杖を愛用している。
ゼルダリアの命でクレインとゼルダリアを引き合わせるため、祭りのどさくさで祖母の形見の本を盗み取り後を追わせるという乱暴な方法とるが、以降彼らに同行する。彼女を通じてゼルダリアは自宅に居ながらにして情報を得ており、ノルンの睡眠中は彼女の口を通じて話すことができる。ポットの森に住む山猫たちとは仲が良く手助けして貰える。
性格は自由奔放。束縛されることや耳を触られるのが大の苦手。また、子供扱いや猫扱いされることを嫌う。昼寝と食べることが大好きで、菓子などの甘い物には目がない。
ゲーム中では、高い速度と魔力を持つがHPが低く打たれ弱いので支援型。通常攻撃はクレイン同様、魔法系。
テレキネシス
物理属性の攻撃スキル。対象を空高く持ち上げ、落としてダメージを与える。飛行モンスターやジャンプ能力を持つぷよ系にも有効。魔力に応じてダメージが増量しかなりの威力を誇るようになる。
お菓子になれ
即死系の攻撃スキル。対象をお菓子に変化させる。この方法でしか入手できないアイテムも存在する。
イリュージョン
イベントで習得する魔法属性の攻撃スキル。範囲内の敵に恐ろしい物を見せてダメージを与える。生き残った敵も一定確率で逃げ出す。

アーリン (Arline)
声 - 保志総一朗
年齢：18歳、身長：171cm、体重：60kg、好きなもの：動物、嫌いなもの：ムル、夢：ムルを倒す
凄腕の剣士で、冷静で聡明、更に美形ということもあって街の評判となっている。魔物退治を行うこともあるが、ガルガゼットにはなっていない。ムルとそっくりな容貌をしており、ゼルダリアとも面識がある。実はムルが作ったホムンクルスであるが、リイタとは異なり能力が不安定で、赤水晶は身体が受け付けず生命力を維持することができないため、能力を使いすぎると酷い立ち眩みを起こしてしまう。自らを 「出来そこないのホムンクルス」と称しており、同じくホムンクルスとして造られた兄弟達をゴミのように捨てたムルを憎んで宿敵とみなし、彼を倒すことを目的として行動する。錬金術士ではないが、ムルから助けたことをきっかけに時のマナのラプラスと行動を共にしている。
性格は一途。クールで口数が少なく、あまり人と馴れ合わないが、怪我をしているウサギを助けたりするなど優しい一面もある。リイタ曰く「口ベタ」、本人曰く「人と話すのはあまり得意ではない」とのこと。同じくムルを追いかけているクレインをライバル視しており、劇中二度一騎討ちを仕掛けてくる。自らの活動限界が近いことを知っており、それゆえにひどく焦っている。
ゲーム中では、攻撃力と防御力が高く速度もなかなか早い。バランスの良い能力と高い攻撃スキルを備え、コレと言った弱点は無い。敢えて言うなら攻撃手段がすべて単体攻撃で、魔法属性の攻撃がやや苦手であること。また途中で離脱するイベントがあり、一周目は最後まで連れて行くことができない（パーティ復帰させる条件は、1度クリアし、とある場所で彼と再会すること）。彼が仲間にいる・いないでエンディングが若干変化する。
ダブル
物理属性の攻撃スキル。対象を高く跳ね上げ、切り上げと切り下ろしによる連続ダメージを与える。アーリン攻撃の要。
バーサーク
補助スキル。防御力を犠牲にするかわりに攻撃力を上げる。なお、能力が上がるだけでバーサークを使っても操作不能に陥ったりはしない。
ブロッキング
自動発動の防御スキル。敵の物理攻撃を一定確率でノーダメージにする。この技能によりかなり打たれ強いが、追加のステータス変化は防げない。

マレッタ・リクシス (Maretta Lixiss)
声 - 塩山由佳
年齢：24歳、身長：172cm、体重：60kg、好きなもの：かわいいもの、嫌いなもの：細かいこと・いい加減なこと、夢：変わってしまった兄を元に戻す
元アルカヴァーナ騎士団の女騎士で、団長ベグルの妹。赤毛のポニーテールが特徴。鞭状に変形する特殊剣の使い手。剣術の修行のため旅に出ていたが、戻ってきた時には以前の騎士団とは大きく様変わりしていた。方針に反発したせいで騎士団を追われ、ベグルに折檻されていたところをクレインたちに助けられた。兄や騎士団を変えてしまったムルに敵意を向ける。
性格は至って生真面目であり、頑なで融通が利かない。不器用であることから家事全般が大の苦手で本人はいたく気にしている。軽薄なデルサスとは反りが合わなかったが、クレイン達と旅を続けるうちに次第に惹かれ合うようになる。
ゲーム中では、途中離脱するアーリンと似た立ち位置で仲間になる。また全キャラ中唯一、回復スキルを覚える。攻撃力と防御力が高いが、速度が遅い。通常攻撃には貫通能力がある。また、メンバーで唯一HPが0になっても一定確率で生存する「根性」を習得するため打たれ強い。
ハルベルト
物理属性の攻撃スキル。特殊剣を伸ばして横一列にダメージを与える。元々、縦方向に攻撃範囲を持つので広範囲にダメージを与えられる。
いやし
回復スキル。味方一人を回復する。スキルレベルが上がるとかなりの回復力を誇るが戦闘中しか使えない。
雷神
魔法属性の攻撃スキル。雷属性の強力な範囲攻撃だが発動までには時間がかかる。円滑な運用には一工夫必要。

### サブキャラクター
パメラ・イービス
声 - 利田優子
カボックに出没する幽霊の少女。幽霊だが性格は明るく穏やかで、町の子供たちとよく一緒に遊んでいる。美形の男性に弱く、アーリンに一目惚れしている。
他のアトリエシリーズにも同名の人物が登場するが、関係は不明。詳しくはアトリエシリーズ#登場キャラクターの項目を参照。
ゼルダリア
声 - 鈴木麻里子
クレインの祖母ダフネの旧友の魔女で錬金術士。錬金術によって見た目は少女のように若いが実際は老齢で、ぎっくり腰を患っている。ポットの森でノルンと共に静かに暮らす。ムルとも旧知であり、彼の野望を知って再三止めようとしたが果たせなかった。才能あるクレインを導き、様々な助言を与える。
イリス
声 - 高橋美紀
物語の鍵を握る謎の女性。太古の昔に天空都市アバンベリーにいた凄腕の錬金術士で、今日の術の体系を作った人物。ホログラムのような幻影で現れ、想いを伝える。リイタを生み出した母なる存在。
ベグル
声 - 玄田哲章
アルカヴァーナ騎士団の団長でマレッタの兄。ずんぐりした体躯とひときわでかい顔が特徴。正義感が強く部下からの信頼厚い、よい騎士であったが、ムルが現れて以来彼に心酔して服従するようになる。クレインを見込んで騎士団に入れようと躍起になっていたが、敗北を重ねるうちに執念深くつきまとうようになった。登場の度に名称が長くなる必殺技が自慢だが、実はあまり必殺でもない。妻に先立たれて久しいが、恐妻家であったトラウマのせいか色仕掛けが通用しない。ちなみにマレッタも「綺麗だったけど、怒ると怖かった」と証言している。
ムル
声 - 稲田徹
ダフネやゼルダリアと同年代で共に学んだ仲である錬金術士。イリスの錬金術には誤りがあったとして、マナの融合の研究を進め、融合したマナを使っての世界征服を企む非情な野心家。大量のゲヘルン出現にも関わりがある。マナの融合は自然界のバランスを崩し世界を破滅に導くとされイリスによって封印された技術であり、クレインとその仲間達はムルによるマナの融合を阻止すべく全力を挙げる。
ビオラ
声 - 鈴木麻里子
カボックの町で魔法屋を営む少女。腕はいいが愛想がなく、何事にもやる気のない性格。かつて住んでいた村が怪物に襲われて全滅して、一人だけ生き残った。その際に唯一の肉親だった兄を亡くして生きる気力を失っている。親代わりのノーマンに大事にされ、クレイン達と付き合ううちに徐々に心を開くようになる。独特なセンスの持ち主で、ネーミングセンスについてはリイタから度々突っ込まれている。クレインに対して恋愛感情を露わにしたことでリイタとは事あるごとにぶつかるが、サブイベントを進めると徐々に大事な友達へと変化していく。
「クロノフレーム」というアイテムを作り出すことを目標に掲げているが、そこにはクレインやリイタには知られたくない真意が隠されている。
ノーマン
声 - 稲田徹
カボックの酒場「ワイルドモス」の主人。表の仕事を紹介するほか、裏の世界にも顔が利く。汚い仕事も請け負う現実主義者であるが、涙もろく情け深い。親代わりとしてビオラの面倒を見ている。料理の腕前はなかなかだが、楽器作りも得意としている。
ライラ
カボックの道具屋店員。妖精を住まわせている。
ハゲル
声 - 玄田哲章
カボックの武器屋の親父。ハゲ頭で殺人的な音痴とアトリエシリーズではお馴染みの設定。夜な夜なカボック中にその歌声が響き渡るため、街中が寝不足になっている。ヴィラから一目惚れされてしまう。
オスカル
さすらいの料理人。各地に出現し、特異な料理を作る。珍しい食材も販売している。
ブレア
アコースの街のパン屋に住み込みで働く少女。元々は良家のお嬢様で高飛車な言動をすることも。親方から店を任されているがパンしか作ってはならないと厳命されている。密かにお菓子作りにも挑んでおり、ゆくゆくは自分のお菓子を店に置くことを目標としている。大変な努力家で寝る間も惜しんでパン作りに精進している。隣に店を構えるヴィラとは犬猿の仲。事ある毎に喧嘩ばかりしているが、お互いにかけがえのない存在である。彼女もやはりクレインに好意を抱いている。
ヴィラ
アコースの街で食料品店を構える女性。性格は性悪で、ブレアや妹のヒュッテにはよく嫌がらせをしているが実は面倒見が良い。愛煙家。
男性の趣味が特殊で、ハゲルに一目惚れしてしまうが育毛剤を使っていることを知って幻滅してしまう。
ヒュッテ
採石場の販売店を営む女性。ヴィラの妹で容姿はそっくり。魔物の襲撃に怯えて露天掘りが行えないことから品不足解消のために危険を冒して鉱石集めをしている。大人げない姉が頭痛の種。
レクター
コレクターズキャラバンにいる女性。珍しい物、変わった物が大好きという好事家で世界中のアイテムを図鑑に載せることを目的としている。新たに取得したアイテムを図鑑に書き入れ、報酬を支払ってくれる。大の猫好きで一方的にノルンを溺愛している。
ポポ
声 - 神田理江
クレインの良き相棒で木のマナ。容姿はシリーズではお馴染みの妖精にそっくり。紹介文ではクレインと栄養剤が好きと書かれているが、実はきれいなお姉さんが大好き。「ポポの愉快な錬金講座」ではゲーム内の用語や各要素の扱い方を説明してくれる。
ラプラス
声 - 廣山和比古
時のマナでアーリンの相棒。かつて助けられたことに恩を感じてアーリンに協力している。理知的で穏やかな性格をしており、焦燥のあまり無謀な行動が目立つアーリンを諫めている。クリア後にアーリンと共に加入する。強力なマナアイテムを作り出す時素を扱える唯一のマナ。
パカパカ
鍛冶妖精。クレインにマナ結晶の作り方を伝授してくれる。自宅はマナの世界にあり、世界各地と繋がっている。
トトポポ
幻獣。幻獣の里で雑貨店を開いている。随分と長生きのようで、アバンベリーが全滅した経緯もよく知っている。茫漠としてとらえどころのない性格をしている。
モフマー
幻獣。幻獣の里で食料量販店を開いている。おっとりした性格。
ルローネ
カポックに出没する謎の女性。名前ばかりか容姿・性格・言動は『マリーのアトリエ』の主人公・マルローネを彷彿とさせる。かなりの腕前を持つ錬金術士だが大の冒険好きで趣味は遺跡探索。「フローレスマーブル」の探索を目論んでいる。あるサブイベントでは錬金術士としての腕前を披露してくれるが、しっかり落とし穴も用意している。

## マナ達
クレインはマナ（自然の力を司る精霊）と契約を結ぶことで錬金術士として成長していく。本作品で契約対象となるマナは9体であるが、うち5体はアロママテリアを用いることで別種のマナに変身できるため、契約マナは実質的に全14種類となる。
ドゥル（木のマナ）
声 - 神田理江
ウル（炎のマナ）→グラプト（力のマナ）
声 - 國分優香里→伊藤大樹
特殊能力：破壊弾 - オブジェクトやゲヘルンを破壊する弾を撃ち出す。グラプトでも使用可能。
プルーア（闇のマナ）→ファナトス（魔のマナ）
声 - 大内和代→川名真知子
特殊能力：モンスターよせ - エンカウント率を上げる。
ディエメア（岩のマナ）
声 - 佐々木隆行
特殊能力：岩のマナ - 一段高い足場を作り出す。
ニンフ（水のマナ）→フレイ（幽のマナ）
声 - 加藤英美里→黒田友佳
特殊能力：バリア - ダメージトラップを無効化する。シルウェストもいる場合はランダムで登場する。フレイには使えない。
シルウェスト（空のマナ）→ゼイリア（雷のマナ）
声 - 諸岡優美→國分優香里
特殊能力：バリア - ダメージトラップを無効化する。ニンフもいる場合はランダムで登場する。ゼイリアには使えない。
アイオン（命のマナ）
声 - 大橋のりこ
特殊能力：LIFE回復 - 仲間全員のHPを回復させるが、アイオンの消耗が激しくややコストが高い。
エイテル（光のマナ）→パルティア（聖のマナ）
声 - 石井翔子→杉森多恵子
特殊能力：モンスターよけ - エンカウント率を下げる。パルティアでも使用可能。
ラプラス（時のマナ）
声 - 廣山和比古
トリスメギストス（融合マナ）
赤水晶の力を超える究極のマナを人の手で生み出すという欲望を抱いたアバンベリーの人々によって生み出された「全ての始まりにして終わりのマナ」。
他のマナを取り込んで自分の一部にしてしまう力（つまり他のマナを捕食する）を持ち、かつてアバンベリーがトリスメギストスによって滅びた際には多くのマナが失われた。
錬金術士と同じく源素還元を使うことができ、物語終盤にムルによって復活した際には源素還元でムルを消滅させた。

## 主題歌
オープニングテーマ「白夜幻想譚」
作詞・作曲 - 土屋暁 / 編曲 - 土屋暁&稲垣貴繁 / 歌 - 霜月はるか
エンディングテーマ1「歩む道」
作詞・作曲・編曲 - 中河健 / 歌 - 堀江真美
エンディングテーマ2「silent rhyme」
作詞 - 青木香苗 / 作曲・編曲 - 阿知波大輔 / 歌 - 堀江真美

## 関連書籍
イリスのアトリエ エターナルマナ 公式プレイヤーズバイブル
ファミ通編集部による攻略本。ゲームの前半部のみをカバーしている。エンターブレイン刊。ISBN 4-7577-1926-4
イリスのアトリエ エターナルマナ 公式パーフェクトガイド
ファミ通編集部による攻略本。「システム&データ編」と「マップ&イベント編」の2冊から成る。エンターブレイン刊。ISBN 4-7577-1955-8
イリスのアトリエ エターナルマナ
2004年にファミ通PS2に掲載された飛鷹ゆうきによるカラー漫画。コミック化はされていない。
イリスのアトリエ エターナルマナ
氷上慧一による小説。イラストは双羽純。スクウェア・エニックス刊。ISBN 4-7575-1332-1
イリスのアトリエ エターナルマナ 4コマカーニバル
4コマ漫画集。コーエー刊。ISBN 4-7758-0205-4